# Чесаков, Артём Васильевич
Артём Васи́льевич Чесако́в (20 октября 1993) — мастер спорта России международного класса (прыжки в воду).

## Карьера
Артём Чесаков тренируется у Геннадия Дедорова и Вячеслава Трошина. 
Воспитанник СДЮСШОР № 11 г. Саратова.
Победитель ряда турниров, в том числе: чемпион России 2012, победитель Кубка России 2013, Двукратный серебряный призёр и победитель этапов Мировой серии-2013.
Серебряный призёр чемпионата Европы 2012 и 2013 годов.
На Универсиаде в Казани завоевал два серебра: в синхроне и в командном зачёте.
Серебряный призёр чемпионата мира 2013 года в синхроне на 10-метровой вышке.
В январе 2016 года стало известно о том, что Артём завершил свою спортивную карьеру:
«Артём Чесаков получил травму вскоре после успешного выступления на чемпионате мира 2013 года, - напомнил Олег Зайцев. – Он долгое время восстанавливался, но все попытки вернуться на прежний уровень оказались неудачными. После травмы у Артёма появился страх перед прыжками. В итоге, перед самым Новым годом он сообщил тренерскому штабу, что прыгать больше не будет. Желаю Артёму удачи в жизни после спорта».